# Gries im Sellrain
Gries im Sellrain è un comune austriaco di 599 abitanti nel distretto di Innsbruck-Land, in Tirolo.